# Sorn Seavmey
Dans ce nom, le nom de famille, Sorn, précède le nom personnel.
Sorn Seavmey (née le 14 septembre 1995 à Phnom Penh) est une taekwondoïste cambodgienne.

## Carrière
Elle remporte dans la catégorie des moins de 73 kg la médaille d'or aux Jeux asiatiques de 2014 et la médaille d'argent aux Championnats d'Asie de taekwondo 2016.
Elle est éliminée au premier tour du tournoi de taekwondo aux Jeux olympiques d'été de 2016 par la Néerlandaise Reshmie Oogink. Elle est le porte-drapeau du Cambodge lors des cérémonies d'ouverture et de clôture de ces Jeux,.